# Kokra, Preddvor
Kokra je dobrih 10 km raztegnjeno naselje ob cesti Kranj–Jezerski vrh v Občini Preddvor, ki ga sestavljajo zaselki Srednja in Zgornja Kokra, Podbelca, ter Zgornje in Spodnje Fužine v dolini reke Kokre. Naselje sega od Preddvora do zaselka Spodnje Fužine na Spodnjem Jezerskem.
Prvotno so se prebivalci te doline ukvarjali z žagarstvom in pridobivanjem porfirja v bližnjem kamnolomu. Danes sta obe dejavnosti opuščeni.
V času druge svetovne vojne je vas utrpela gmotno in človeško škodo. Nemške oborožene sile so požgale več hiš in gospodarskih poslopij ter postrelile tudi talce. Sredi vasi je spomenik žrtvam NOB. V vasi stoji cerkev , ki je bila postavljena 1797 in ima klasicistični oltar in Layerjevo sliko sv. Urbana.